# Carcharodopharynx arcanus
Espèce
Carcharodopharynx arcanus, du genre Carcharodopharynx , est une espèce de vers plats terrestres de la famille des Typhloplanidae.

## Systématique
Le nom valide complet (avec auteur) de ce taxon est Carcharodopharynx arcanus (Reisinger, 1924) Poche, 1926.

### Publication originale
(de) Erich Reisinger, « Die terricolen Rhabdocoelen Steiermarks », Zoologischer Anzeiger, vol. 59, 1924, pp. 33–48, 72–86, 128–143